# Quai de la Gare (stanice metra v Paříži)

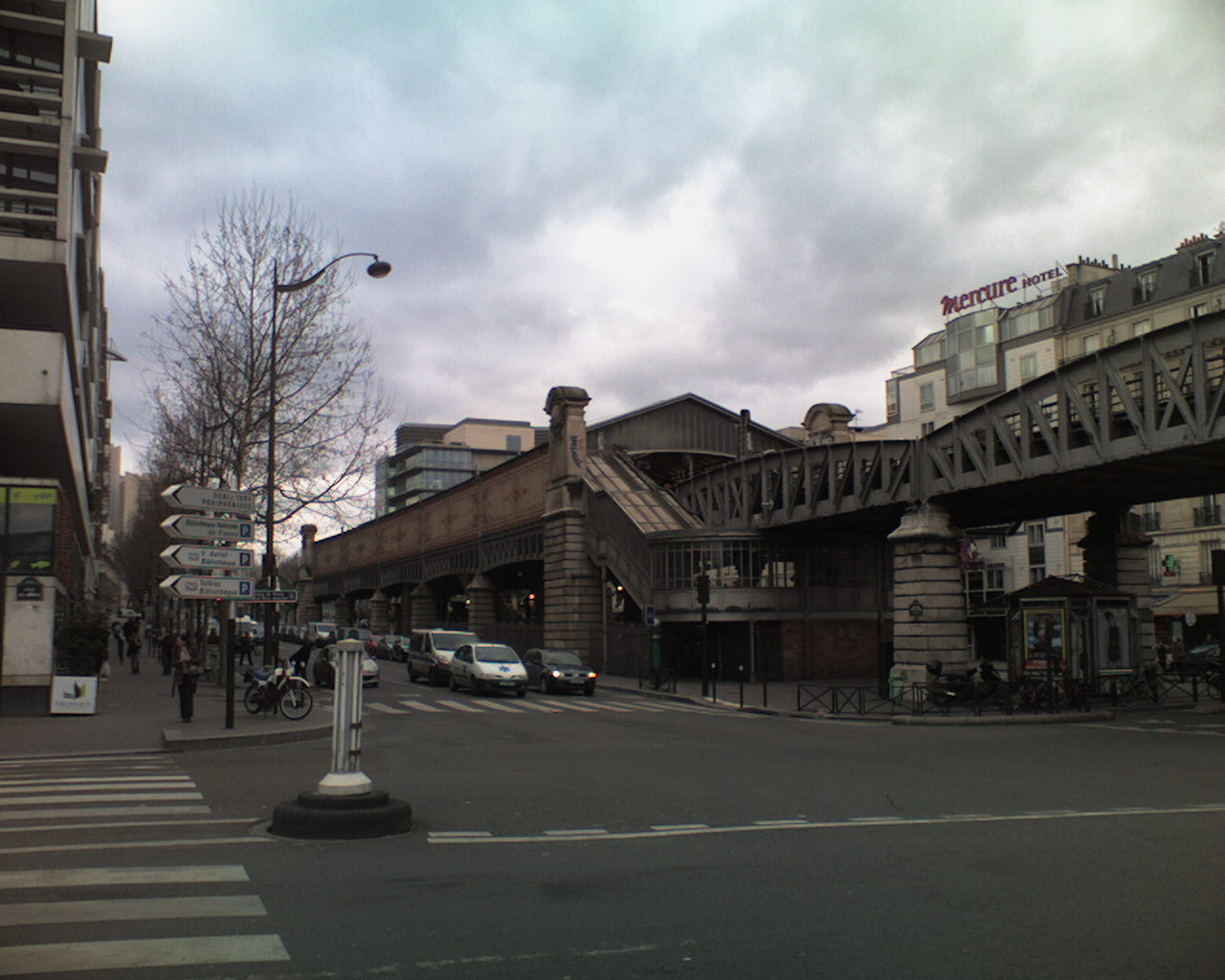
Pohled na stanici

Quai de la Gare je nepřestupní nadzemní stanice pařížského metra na lince 6 ve 13. obvodu v Paříži. Nachází se na viaduktu, který prochází po Boulevardu Vincent Auriol.

## Historie
Stanice byla otevřena 1. března 1909 jako součást prvního úseku linky 6 mezi stanicemi Place d'Italie a Nation.

## Název

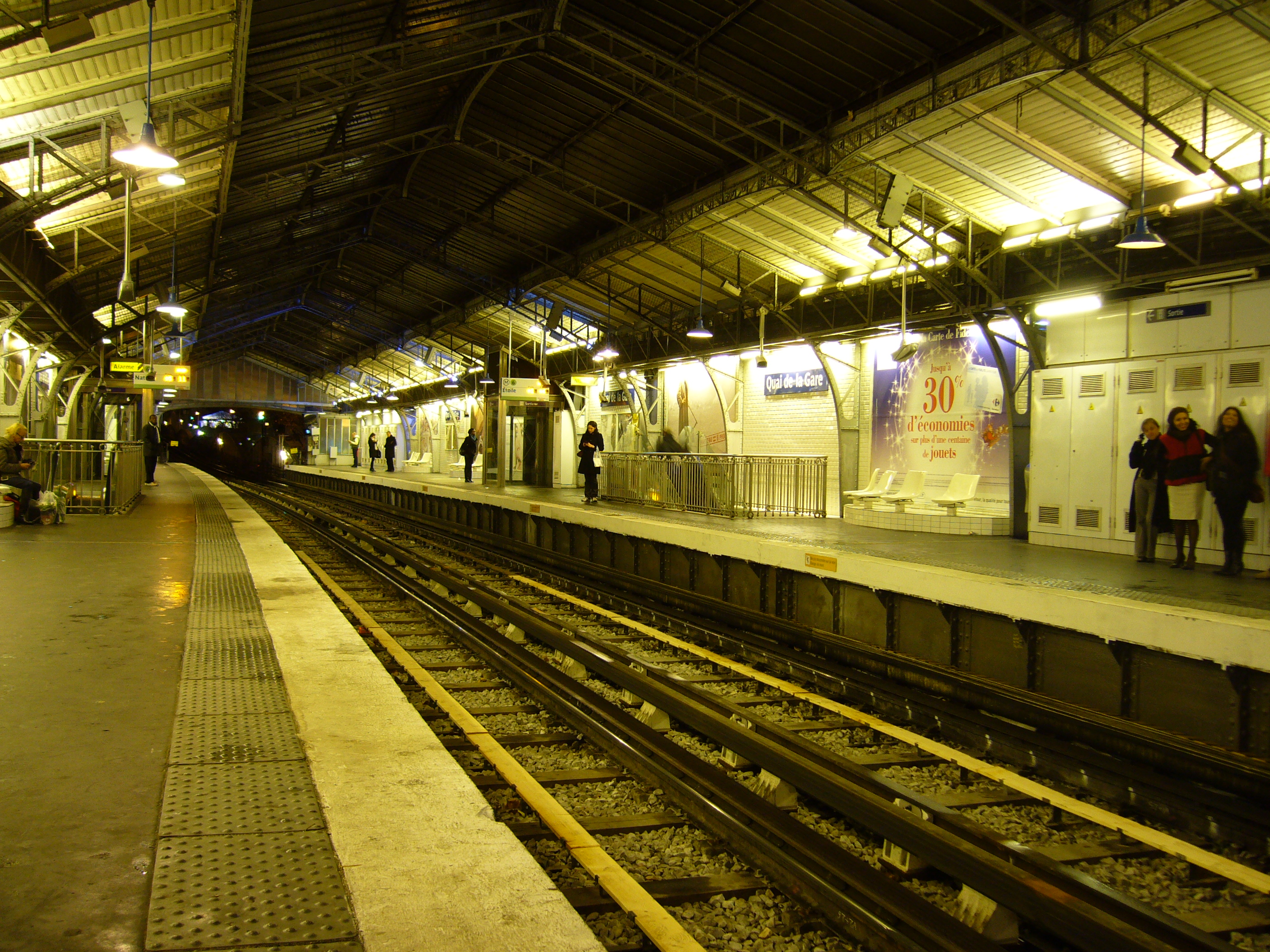
Nástupiště v noci

Jméno stanice je odvozeno od názvu ulice Quai de la Gare neboli Nádražní nábřeží, neboť ulice vede mezi Seinou a kolejištěm od Slavkovského nádraží.

## Vstupy
Stanice má pouze jediný vchod na Boulevardu Vincent Auriol u domu č. 1.

## Zajímavosti v okolí
- Palais omnisports de Paris-Bercy - sportovní a koncertní hala
- Francouzská národní knihovna